# Ti ho voluto bene veramente
Ti ho voluto bene veramente – singiel włoskiego piosenkarza Marco Mengoniego, wydany 16 października 2015 roku.
Singiel zadebiutował na pierwszym miejscu włoskiej listy przebojów.
Premiera teledysku do piosenki odbyła się w dniu wydania singla, a wyreżyserowali go Niccolò Celaia oraz Antonio Usbergo.

## Lista utworów
Digital download
1. „Ti ho voluto bene veramente” – 2:49

## Notowania na listach przebojów
| Kraj       | Lista (2015)   | Najwyższe miejsce |
| ---------- | -------------- | ----------------- |
| Włochy     | Singles Top 20 | 1                 |
| Szwajcaria | Single Top 75  | 61                |